# Cap-Saint-Ignace
Pour les articles homonymes, voir Saint-Ignace.

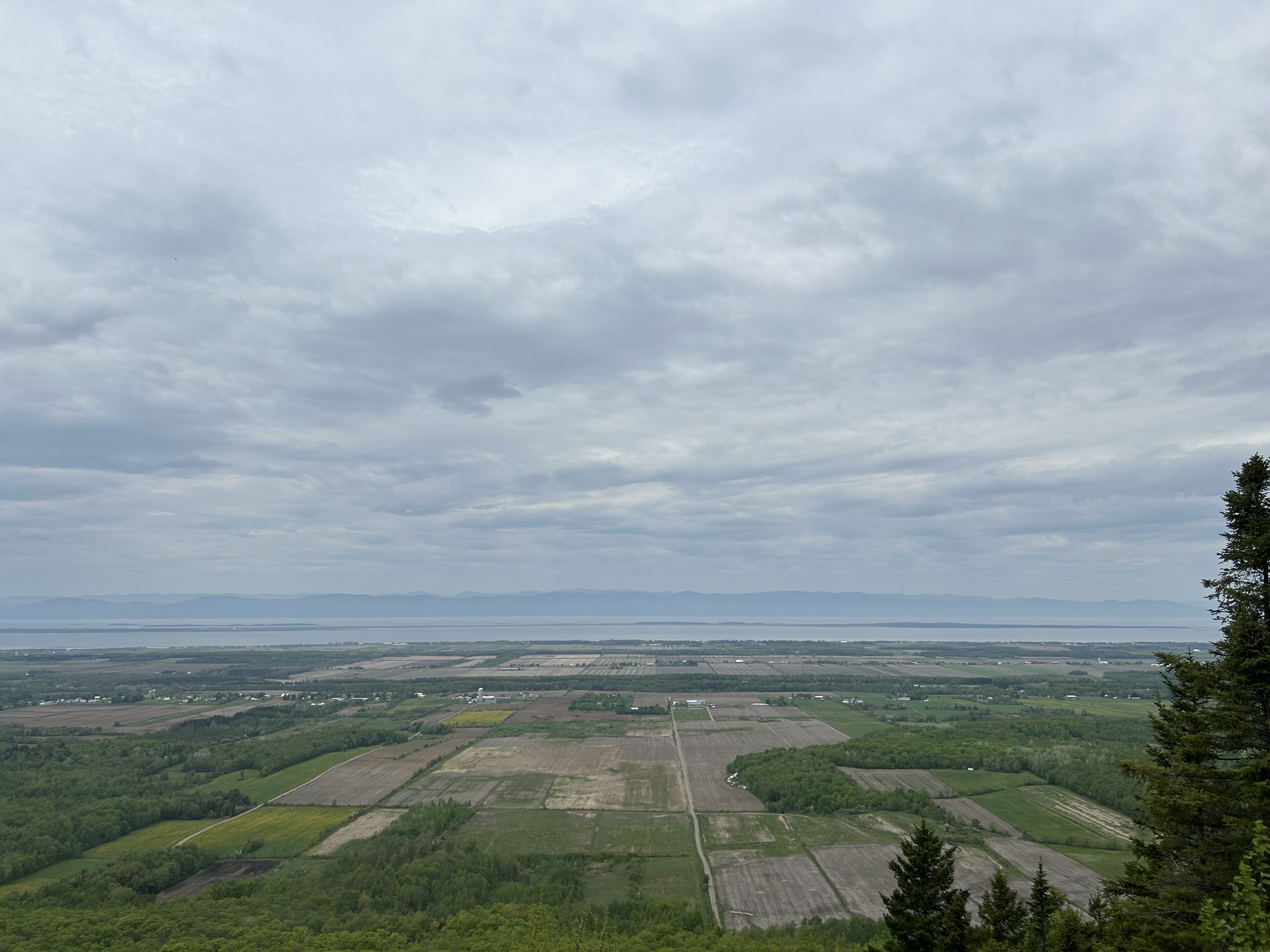
Vue du sommet de la randonnée le pain de sucre

Cap-Saint-Ignace est une municipalité, dans la municipalité régionale de comté de Montmagny, dans la région administrative Chaudière-Appalaches, au Québec, au Canada.
Cap-Saint-Ignace est reconnue pour les centaines de milliers d'Oies des neiges qui y font halte au printemps et à l'automne. Les Fêtes de la Saint-Hubert s'y déroulent en septembre.
Les emblèmes de la municipalité sont le merlebleu de l'Est et le lin bleu.

## Toponymie
La municipalité est nommée en l'honneur d'Ignace de Loyola, elle fut nommée ainsi par des Jésuites qui voulaient rendre hommage à leur fondateur.

## Histoire
Cap-Saint-Ignace est fondé de multiples concessions de terres distribuées en seigneurie par Jean Talon et Louis de Buade de Frontenac. La paroisse de Saint-Ignace est composée du fief Vincelotte (concédé à Geneviève de Chavigny, veuve de Charles Amyot, le 3 novembre 1672), des fiefs Gamache et Gagné (concédés aux sieurs Gamache et Belleavance le 3 novembre 1672), du fief Fournier ou Saint-Joseph (concédé au sieur Fournier le 13 novembre 1672) et du fief Sainte-Claire (concédé à René Lepage le 17 mars 1693). 
La première chapelle du Cap Saint-Ignace
fut construite dans le fief Gamache en 1683 sur la presqu'île du Petit-Cap. Elle est érigée canoniquement en 1700. En 1721, la chapelle en bois est remplacée par une église en pierre, qui en 1744, s’éboula avec la côte dans le fleuve Saint-Laurent lors des grandes marées. 
Suite de la destruction du premier lieu de culte, un presbytère-chapelle est construit dans la seigneurie Gamache. L'année suivante, un autre presbytère-chapelle est érigé dans la seigneurie Vincelotte, à L'Anse-à-Gilles. Les querelles entourant l'emplacement d'un nouveau lieu de culte durent plusieurs années. 
En 1772, l'évêque de Québec, Mgr Jean-Olivier Briand  décide de sa localisation. Le terrain choisi, correspondant à l'emplacement actuel, se trouve à la frontière des deux seigneuries. L'érection de l'église commence en 1772 et se termine en 1773. Un premier presbytère s'élève à proximité en 1778. Il est remplacé par un autre bâtiment environ soixante ans plus tard. 
L'église est agrandie à deux reprises, en 1824 et 1854. 
En 1880, elle est remplacée par un lieu de culte plus grand. Celui-ci, conçu par l'architecte David Ouellet et érigé par l'entrepreneur Cyrias Ouellet, est béni le 1er décembre 1881. Le 14 décembre 1890, un incendie le détruit, mais n'endommage pas les murs de pierre. Ceux-ci sont conservés et l'église est reconstruite selon les mêmes plans et devis par l'entrepreneur Joseph Gosselin. Celle-ci est consacrée le 25 octobre 1891; sa finition intérieure est complétée en 1893.
Le noyau institutionnel de Cap-Saint-Ignace est constitué site du patrimoine en 2007. Il est devenu un site patrimonial cité à l'entrée en vigueur de la Loi sur le patrimoine culturel en 2012.

## Chronologie
- 1er juillet 1845 : Érection de la municipalité de Cap St. Ignace.
- 1er septembre 1847 : Plusieurs entités municipales fusionnent et érection du comté d'Islet.
- 1er juillet 1855 : Division du comté d'Islet en plusieurs entités municipales dont la municipalité de Cap St. Ignace.
- 15 mars 1969 : La municipalité de Cap St. Ignace devient la municipalité de Cap-Saint-Ignace.

## Géographie
Plusieurs cours d'eau du bassin versant de l'estuaire du Saint-Laurent traverse la municipalité :
- Bras Saint-Nicolas,
- Rivière des Perdrix,
- Rivière Inconnue,
- Rivière Cloutier,
- Rivière Vincelotte.

## La Route gourmande de Cap-Saint-Ignace
Sur le circuit du territoire, se trouvent des fermes d'élevage, érablières, herboristerie, jardins fruitiers et maraîchers, boulangerie et autres commerces effectuant la vente au détail de produits naturels et transformés.

## Protection du territoire
Le refuge d'oiseaux de Cap-Saint-Ignace protège une partie de la batture en face de Cap-Saint-Ignace. Le refuge a pour mission de protéger une halte migratoire de l'Oie des neiges.

## Démographie
| 1996  | 2001  | 2006  | 2011  | 2016  | 2021  |
| ----- | ----- | ----- | ----- | ----- | ----- |
| 3 078 | 3 204 | 3 204 | 3 045 | 3 089 | 3 099 |

## Administration
Les élections municipales se font en bloc pour le maire et les six conseillers.
| Cap-Saint-Ignace Maires depuis 2001                                                                                  |                  |         |          |
| Élection | Maire            | Qualité | Résultat |
| 2001 | Marcel Catellier |         | Voir     |
| 2005 | Marcel Catellier | Voir    |          |
| 2009 | André Clavet     |         | Voir     |
| 2013 | Jocelyne Caron   |         | Voir     |
| 2017 | Jocelyne Caron   | Voir    |          |
| 2021 | Jocelyne Caron   | Voir    |          |
| Élection partielle en italique Depuis 2005, les élections sont simultanées dans toutes les municipalités québécoises |                  |         |          |